# Brezplačna programska oprema
Brezplačno programje (angleško freeware) je programska oprema, ki je uporabniku na voljo brez plačila ali za prostovoljno plačilo. Lahko jo najdemo na internetu ali na zgoščenkah priloženih računalniškim revijam. Ne smemo je zamenjevati s prostim programjem. Brezplačnemu programju največkrat ni priložena izvorna koda.
Izraz freeware je skoval ameriški založnik, programer in odvetnik Andrew Fluegelman, ko je hotel prodati komunikacijski program z imenom PC-Talk, ki ga je ustvaril leta 1982, vendar ni hotel uporabiti tradicionalnih metod distribucij, zaradi njihove cene. Fluegelman je dejansko distrubuiral PC-Talk prek procesa, ki se sedaj imenuje preizkusno programje (shareware). Trenutna raba izraza brezplačnega programja se nujno ne ujema s Fluegelmanovim izvirnim konceptom.

## Zgledi brezplačne programske opreme
- Opera (spletni brskalnik) - spletni brskalnik
- Mozilla Firefox - spletni brskalnik (prosto)
- ICQ - klepetalnik
- Mozilla Thunderbird - poštni odjemalec (prosto)
- 7-zip - program za arhiviranje in dearhiviranje zapisov 7z, zip in rar (prosto)